# Un jour l'amour te trouvera
Singles de Johnny Hallyday
20 ans
(2013) Regarde-nous
(2014)
Clip vidéo
[vidéo] « Un jour l'amour te trouvera », sur YouTube
Un jour l'amour te trouvera est une chanson de Johnny Hallyday
En novembre 2013 la chanson est parue en single digital et a atteint la 90e place des ventes en France,.

## Développement et composition
La chanson a été écrite par Rémi Lacroix et Pierre Jouishomme.

## Liste des pistes
Single digital — 1er novembre 2013, Warner Music France
1. Un jour l'amour te trouvera (3:33)[1]

Single promo CD — 2013, Warner
1. Un jour l'amour te trouvera (3:35)[2]

## Classements
| Classement (2013)               | Meilleure position |
| ------------------------------- | ------------------ |
| Belgique (Wallonie Ultratip 50) | 29                 |
| France (SNEP)                   | 90                 |